# Годлевский, Эмиль (младший)
Эмиль Годлевский (пол. Emil Godlewski; 12 августа 1875, Голоско (Львов) — 25 апреля 1944, Краков) — польский врач, профессор эмбриологии и биологии. Педагог. Действительный член Польской академии знаний. Почётный член Медицинского общества в Кракове, Люблине, Вильно, Гродно и Ченстохове, член Папской академии наук (с 1935), почётный член Польского общества естествоиспытателей им. Коперника. Доктор honoris causa Ягеллонского университета (с 1929) и Львовского университета. Почётный гражданин г. Закопане.

## Биография
Эмиль Годлевский родился в семье Эмиля Годлевского (старшего), физиолога растений и агрохимика. Брат Тадеуша Годлевского, физика и радиохимика.
Изучал медицину и философию в Ягеллонском университете. Продолжил образование в университетах Мюнхена, Клуж-Напока и Неаполя.
Вернувшись в Польшу, преподавал в Краковском университете, профессор с 1906 года. В 1917—1919 и 1931—1932 годах был деканом медицинского факультета.
Участник Первой мировой войны. В чине капитана медицинской службы работал в военном госпитале в Кракове.
Во время войны организовал кампанию по вакцинации против бактериальной дизентерии, холеры, оспы, тифа. Основал в Закопане туберкулёзный приют для детей, построил там же противоэпидимическую больницу, боролся с заболеваниями трахомой, за что и получил звание Почётное гражданство города.
С 1918 года — Действительный член Польской академии знаний и Варшавского научного общества. Избирался послом (депутатом) Сейма от Национально-демократической партии. Был сенатором Польши в 1922—1927 годах.
После оккупации немцами Кракова Эмиль Годлевский был заключен в тюрьму, выйдя на свободу продолжил научную работу.
Занимался экспериментальной эмбриологией, исследованиями механизмов развития клеток.
Награждён Командорским крестом со звездой Орден Возрождения Польши (1921) и золотым Крест Заслуги (1936).
Эмиль Годлевский умер 25 апреля 1944 года в Кракове и был похоронен на Раковицком кладбище города.